# 버트 윌슨 (아나운서)

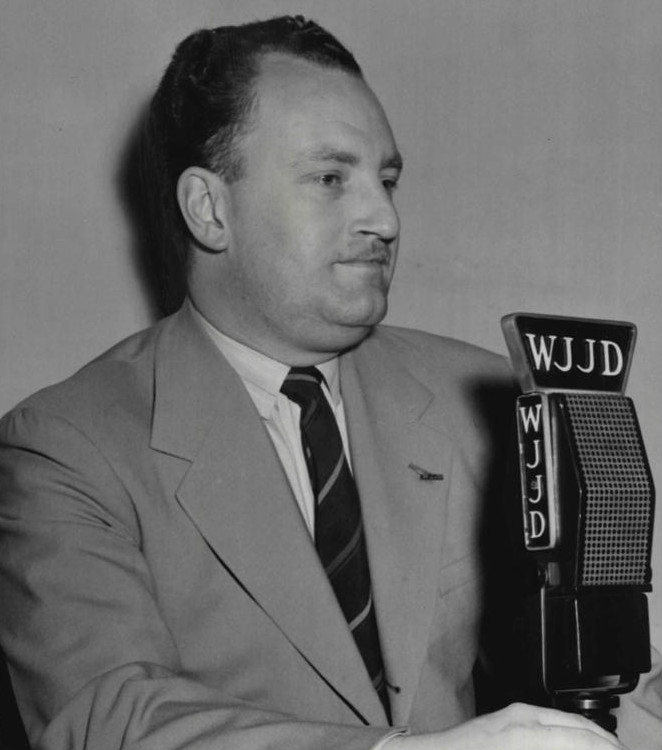
1949년의 버트 윌슨.

버트 윌슨(Bert Wilson, 1911년 ~ 1955년 11월)은 메이저 리그 베이스볼 (MLB) 팀 시카고 컵스와 내셔널 풋볼 리그 (NFL) 시카고 베어스의 아나운서였다. 버트 윌슨은 방송용 이름이었고, 실제 본명은 랄프 버트럼 퍼켓(Ralph Bertram Puckett)이었다.